# Rozlany skurcz przełyku
Rozlany skurcz przełyku – występowanie silnych skurczów mięśni przełyku. Występują one równocześnie na różnych poziomach, dając na zdjęciach rtg z kontrastem obraz przełyku korkociągowatego.

## Epidemiologia
Drugie co do częstości (po achalazji przełyku) schorzenie dotyczące zaburzenia motoryki przełyku. Częściej dotyczy kobiet. Pierwsze objawy mogą wystąpić w każdym wieku, najczęściej dotyczą jednak ludzi po 40. roku życia.

## Etiopatogeneza
Nie do końca poznana. Bierze się pod uwagę:
- pierwotne zaburzenia nerwowo-mięśniowe
- zaburzenia mikrokrążenia w rdzeniu przedłużonym – niedokrwienie jąder nerwu błędnego
- refluks żołądkowo-przełykowy
- czynniki genetyczne
- nadreaktywność przełyku spowodowana niedoborem tlenku azotu

Nadmierne, nieskoordynowane skurcze błony mięśniowej przełyku są najprawdopodobniej spowodowane nadmiernym wydzielaniem acetylocholiny.

## Objawy
- ból w klatce piersiowej – najczęściej o lokalizacji zamostkowej
- dysfagia – mogąca prowadzić do niedożywienia

## Rozpoznanie
Na podstawie:
1. Typowego obrazu radiologicznego – rtg przełyku po podaniu środka kontrastowego wykazuje upośledzony pasaż; wielopoziomowe skurcze mięśniówki przełyku dają obraz przełyku korkociągowatego. Silne skurcze mogą przypominać uchyłki.
2. Manometrii – badanie o największej czułości i swoistości. Wykazuje obecność długich (>6 s) skurczów nieperystaltycznych o dużej amplitudzie (>180 mm Hg). U niektórych chorych dodatkowo współistnieje zwiększone ciśnienie spoczynkowe dolnego zwieracza przełyku i jego niepełna relaksacja.

Ponadto, u każdego chorego należy wykonać badanie endoskopowe w celu wykluczenia organicznych przyczyn dysfagii, oraz badania w kierunku wykluczenia choroby niedokrwiennej serca.

## Leczenie

### Leczenie farmakologiczne
- blokery kanału wapniowego – nifedypina
- azotany – nitrogliceryna, diazotan izosorbidu
- inhibitory pompy protonowej

### Leczenie chirurgiczne
Na przykład:
- kardiomiotomia sposobem Hellera
- podłużne nacięcie warstwy mięśniowej przełyku na odcinku od poziomu łuku aorty do poziomu tuż powyżej dolnego zwieracza przełyku
- jeżeli współistnieje zarzucanie żołądkowo-przełykowe, wykonuje się zabieg antyrefluksowy

## Rokowanie
Dobre, aczkolwiek objawy mają charakter postępujący. W 3-5% przypadków mogą pojawić się zmiany charakterystyczne dla achalazji.